# Wario (videoherní série)
Wario (japonsky ワリオ) je série videoher, která vychází ze širší série Super Mario. Hry z této série vydává japonská firma Nintendo. Všechny hry z této série spojuje postava Waria.
Wario se poprvé objevil ve hře ze série Super Mario Super Mario Land 2: 6 Golden Coins pro Game Boy z roku 1992. Postavu vymyslel designér Hirodži Kijotake s pomocí grafika Jočiho Kotabe. Byl navržen jako záporný zlý protějšek Maria ze série Super Mario, který je velmi silný, tlustý, lakomý a miluje peníze a česnek, a který nosí zakroucený knír a čepici s velkým W. Záhy po vydání Super Mario Land 2: 6 Golden Coins, v roce 1994, byla vydána hra Wario Land: Super Mario Land 3, také pro Game Boy. Jde o plošinovku, ve které Wario figuruje jakožto hlavní postava. Po vydání této hry začalo Nintendo vydávat další hry, ve kterých Wario figuroval jako hlavní postava a z her s Wariem se stala samostatná herní série. V rámci sérii Wario jsou hry vydány ve dvou podsériích, Wario Land a WarioWare. Krom toho se ale Wario nadále vyskytuje v některých hrách z hlavní série Super Mario.

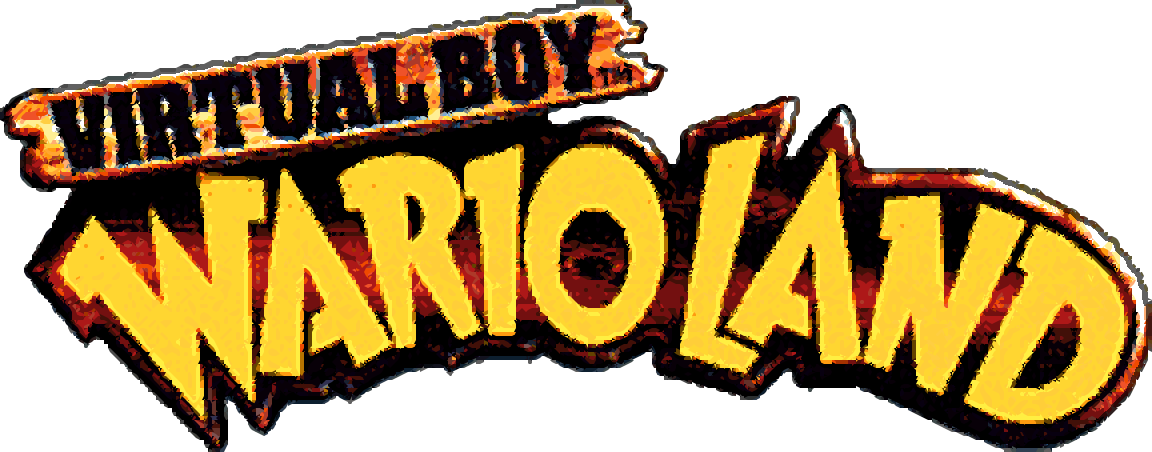
Logo hry Virtual Boy Wario Land

## Hry v sérii Wario

### Série Wario Land
Podsérie Wario Land je série plošinovek, ve kterých Wario figuruje jakožto hlavní postava. Gameplay je podobným plošinovkám ze série Super Mario. Cílem jednotlivých úrovní ve hře je se dostat na konec, přičemž je nutné ubránit se nepřátelům, rozbíjet bloky a využívat speciální schopnosti.
Seznam her vydaných v sérii Wario Land:
| Název hry                      | Rok vydání | Konzole                   |
| ------------------------------ | ---------- | ------------------------- |
| Wario Land: Super Mario Land 3 | 1994       | Game Boy                  |
| Virtual Boy Wario Land         | 1995       | Virtual Boy               |
| Wario Land II                  | 1998       | Game Boy a Game Boy Color |
| Wario Land 3                   | 2000       | Game Boy Color            |
| Wario Land 4                   | 2001       | Game Boy Advance          |
| Wario World                    | 2003       | Game Cube                 |
| Wario: Master of Disguise      | 2007       | Nintendo DS               |
| Wario Land: Shake It!          | 2008       | Wii                       |

### Série WarioWare
Podsérie WarioWare zahrnuje hry založené na tzv. mikrohrách, což jsou krátké rytmické hry (trvající jen několik sekund), které obvykle využívají nové funkce konzole, pro kterou je hra vydána (například možnost ovládat hru pohybem v případě Wii a hry WarioWare: Smooth Moves). Cílem hry je vydržet hrát co nejdéle: mikrohry se pouští jedna za druhou a hráč má jen omezený počet pokusů, během kterých může mikrohru nedokončit. Hry z podsérie WarioWare mají i možnost multiplayeru (hry pro více hráčů).
Seznam her vydaných v sérii WarioWare:
| Název hry                       | Rok vydání | Konzole                          |
| ------------------------------- | ---------- | -------------------------------- |
| WarioWare, Inc.: Minigame Mania | 2003       | Game Cube a Game Boy Advance     |
| WarioWare: Twisted!             | 2004       | Game Boy Advance                 |
| WarioWare: Touched!             | 2004       | Nintendo DS                      |
| WarioWare: Smooth Moves         | 2006       | Wii                              |
| WarioWare: Snapped!             | 2008       | Nintendo DSi a Nintendo 3DS      |
| WarioWare D.I.Y.                | 2009       | Nintendo DS a Wii (jako WiiWare) |
| WarioWare: D.I.Y. Showcase      | 2009       | Wii (jako WiiWare)               |
| Game & Wario                    | 2013       | Wii U                            |
| WarioWare Gold                  | 2018       | Nintendo 3DS                     |
| WarioWare: Get It Together!     | 2021       | Nintendo Switch                  |
| WarioWare: Move It!             | 2023       | Nintendo Switch                  |

### Ostatní hry v sérii Wario
Existují i další hry, kde Wario figuruje jakžto hlavní postava a které nejsou součástí výše uvedených podsérií. Vesměs jde o logické hry. Patří mezi ně:
| Název hry                         | Rok vydání | Konzole                             |
| --------------------------------- | ---------- | ----------------------------------- |
| Mario & Wario                     | 1993       | SNES (vydáno jen v Japonsku)        |
| Wario's Woods                     | 1994       | NES a SNES                          |
| Wario Blast: Featuring Bomberman! | 1994       | Game Boy                            |
| Wario's Woods: Bakushō Version    | 1995       | Satellaview (vydáno jen v Japonsku) |